# Asbité
Asbité fue una guerrera libia en el ejército de Aníbal al comienzo de la segunda guerra púnica, según el poema Punica de Silio Itálico.

## Biografía
La historicidad de Asbité ha sido tradicionalmente puesta en duda, teniendo en cuenta el claro interés de Silio en embellecer su obra con héroes y combates épicos, y se le ha considerado basada en la mítica amazona Pentesilea y la heroína romana Camila. Sin embargo, su personaje proviene claramente de una tradición cultural de mujeres guerreras del norte de África mantenida por varios historiadores grecolatinos, lo cual aporta a su personaje un poso de veracidad. Así, Heródoto habla de las tribus auseanas y maclíes de Libia, en las cuales las niñas participaban en fiestas marciales y eran despreciadas si morían en su transcurso, y la de los zaueces, en la que las mujeres conducían los carros de guerra, mientras que Diodoro cree que las amazonas vivían en Libia antes de desplazarse al mar Negro. El nombre de Asbité parece además una referencia a otra tribu más, los asbitas, grandes conductores de carros de guerra según Heródoto y Plinio.
En cualquier caso, Asbité es introducida en el poema como la princesa de la región libia de Marmarica y una aliada de Aníbal durante el sitio de Sagunto. Se le describe como una guerrera virgen y seguidora de la diosa Diana (o alguna deidad africana equivalente por interpretatio romana) que disfrutaba montando a caballo, practicando la caza y combatiendo contra las tribus vecinas. Formaba parte del ejército de Aníbal en Hispania al frente de un séquito de guerreras de su tribu, algunas vírgenes y otras casadas, que servían como caballería y como conductoras de carros de guerra (bigas). El primer desempeño de su contingente fue durante una salida de los saguntinos, lo que les permitió confrontar a los iberos en campo abierto fuera del abrigo de sus murallas.
Un mercenario de los saguntinos llamado Mopso, líder de un cuerpo de los afamados arqueros cretenses, intentó abatirla con flechas, pero solo logró alcanzar a la lugarteniente de Asbité, la nasamonia Harpe. En venganza, Asbité dirigió su unidad de lanzadoras de jabalina contra los arqueros, consiguiendo matar a Dorilas, uno de los dos hijos de Mopso, mientras que el otro cayó por una piedra lanzada por las tropas de Aníbal. Al no conseguir acertar a la princesa libia para vengar la muerte de sus vástagos, Mopso se quitó la vida. A continuación Asbité fue atacada por Terón, un comandante y sacerdote del templo de Heracles de Sagunto, pero la princesa le evadió con su carro y siguió abatiendo iberos y mercenarios. Entonces, viendo que Terón estaba distraído, dio media vuelta hacia él y lo atacó con su hacha, pero la piel de león que Terón vestía asustó a sus caballos, de modo que el carro volcó. El saguntino aprovechó entonces y mató a Asbité a golpes de porra, tras lo que cortó su cabeza y la clavó en una pica. Furioso con la muerte de, Aníbal hizo abatir a Terón y traer el cuerpo y el carro de Asbité para incinerarlos con honores.
El hermano de Asbité, Aquerras, es mencionado poco después en la obra como el comandante de los africanos gétulos de Aníbal en camino a Italia. Aquerras ayuda a Aníbal a escapar de Quinto Fabio Máximo y muere más tarde en la Batalla de Cannae a manos de Lucio Emilio Paulo.

## En la cultura popular
Asbité es un personaje importante en la novela histórica de Vicente Blasco Ibáñez Sónnica la cortesana, en la que mantiene un romance con Aníbal antes de su muerte.